# Herb Górowa Iławeckiego
Herb Górowa Iławeckiego – jeden z symboli miasta Górowo Iławeckie w postaci herbu.

## Wygląd i symbolika
Herb przedstawia na złotej tarczy czerwonego lisa na zielonej murawie z białą gęsią w pysku. Po heraldycznie prawej stronie widnieje połowa zielonego drzewa, po lewej ceglany mur. Przez otwór w murze widać kościelne wieże.

## Historia
Najstarsza pieczęć miejska, przyłożona na dokumencie przystąpienia Górowa do Związku Pruskiego datowana jest na rok 1440. Herb przedstawiał wilka porywającego jagnię. Od połowy XVII wieku wilka zastąpił czerwony lis z białą gęsią w pysku.